# UDBA
Uprava državne sigurnosti (sr. Uprava državne bezbednosti, slo. Uprava državne varnosti), skraćeno UDBA ili UDB, bila je tajna policija za vrijeme druge Jugoslavije, a nastala je 1946. godine preustrojem OZNE u vojnu obavještajnu službu KOS i civilnu UDBA-u. Od 1966. godine službeno je korišten termin Služba državne sigurnosti (SDS, srpski "Služba državne bezbednosti", SDB). Pomoću brojnih doušnika služila je i kao sredstvo zastrašivanja i terora protiv disidenata te kritičara režima. 
UDBA je bila ustrojena na razini federalnih jedinica, te su novonastale države na području bivše SFRJ nastavile koristiti i te državne strukture na svojem području. Danas u Srbiji djeluje reorganizirana agencija pod imenom Bezbednosno informativna agencija (BIA, hrv. Sigurnosno informativna agencija); u Sjevernoj Makedoniji je 1995. godine služba preimenovana u "Obavještajnu agenciju". U travnju 1991. godine je u Hrvatskoj Služba državne sigurnosti preimenovana u "Službu za zaštitu ustavnog poretka"; koja je sudjelovala i u Domovinskom ratu.
Nakon pada komunizma veliki dio Udbaša u Hrvatskoj pod operativnim nadzorom Josipa Manolića prešao je u novouspostavljene hrvatske tajne službe. U Hrvatskoj je po podatcima za 2011. godinu prosjek mirovina "radnika na određenim poslovima" (UDBA) koji imaju povlaštene mirovine 3.736,47 kuna, a dobiva je 16.314 osoba.[nevjerodostojan izvor] Brojni bivši agenti Udbe primljeni su u neovisnoj Hrvatskoj u sigurnosne i obavještajne službe.[nedostaje izvor]
Od 1966. godine je UDBA nastavila djelovati pod imenom Služba državne sigurnosti (srpski: Služba državne bezbednosti); pri čemu su se koristili kolokvijalni nazivi Služba i UDBA.
Dio javnosti u današnjoj Republici Hrvatskoj koristi riječ UDBA u jednom novom značenju; kao naziv za navodno utjecajni milje kojega su formirali pripadnici obavještajnog sustava bivšega komunističkoga režima. Za njih je UDBA "godinama pritajena neformalna mreža upućenih u tajne, s mnogim važnim vezama u zemlji i inozemstvu i financijski potpuno osigurana, koja zakulisno nadzire i usmjerava sve važne procese u državi."
UDBA je bila organizirana u skladu s federalnom strukturom komunističke Jugoslavije, te su postojale republičke "Službe"; savezna "Služba" uglavnom je koordinirala rad republičkih, koje su izravno držale svoje agente i u inozemstvu. Za vrijeme prvih 20 godina komunističke vlade UDBA je imala više od milijun osobnih dosjea hrvatskih građana.[provjeriti]

## Nastanak i zadaća
UDBA je nastala u ožujku 1946. godine, i to nakon reorganizacije OZNE, službe pod čijim su nadzorom i koordinacijom učinjeni zločini nad hrvatskim civilima i ratnim zarobljenicima nakon Drugoga svjetskog rata. Godine 1966. UDBA je preimenovana u Službu državne bezbednosti. Ona se kao civilna protuobavještajna služba nalazila u sastavu SSUP-a (Savezni sekretarijat unutarnjih poslova, "sekretarijat" je u to doba bio naziv za ono što se u većini država zove "ministarstvo"), sastojala se od četiri glavna odjela koji su se bavili:
- unutarnjim neprijateljima (nacionalizam, Crkva...),
- emigracijom (hrvatska, albanska, srpska...),
- stranim obavještajnim službama,
- tehnikom praćenja i prisluškivanja.

UDBA je od svog samog početka bila instrument Titovoga režima. Glavna joj je zadaća bila praćenje i prisluškivanje osoba koje su predstavljale prijetnju za tadašnji režim, bilo u tuzemstvu ili inozemstvu. Nerijetko je pribjegavala i državnim teroru ubojstvima, i to mahom disidenata - emigranata iz bivše Jugoslavije, neovisno o nacionalnoj pripadnosti, koji su Jugoslaviji bili ozbiljna prijetnja.[nedostaje izvor]
1960.-ih godina su osobe od osobitog interesa "s kontraobavještajnog i sigurnosnog stajališta" bile razvrstane u dvije glavne kategorije - oni koji žive u Jugoslaviji i oni koji žive u inozemstvu. Među onima koji žive u inozemstvu, "interesantni" su bili osobito oni koji su napustili zemlju za vrijeme rata ili odmah poslije njega, te koje su kasnije ilegalno napustile Jugoslaviju (iz Jugoslavije je do kraja 1960.- ih godina bilo vrlo teško ilegalno emigrirati, te je bila rašireno "bježanje" iz zemlje); a od onih koji su živjeli u Jugoslaviji, od interesa su bili bivši pripadnici vojnih i paravojnih formacija koje su u II. svjetskom ratu bile na strani Sila Osovine, te političkih organizacija povezanih s tim formacijama, osobe kažnjene za protudržavno djelovanje, osobe koje su se vratile iz inozemstva, osobe u "interesantnijoj" vezi s inozemstvom, osobe koje su ostvarivale osobne ili pismene veze  sa stranim diplomatima, osobe koje posjeduju oružje, te "neuračunjive osobe i osobe sklone podnošenju žalbi najvišim rukovodiocima". Promatranjem socijalnih kontakata tih "interesantnih" osoba dolazilo se do daljnjih osoba koje se stavljalo pod prismotru. Kada je bilo moguće, neke od "interesantnih" osoba izloženih sigurnosnoj "obradi" koristilo se kao konfidente, putem kojih se prikupljalo podatke o aktivnostima drugih osoba. Uz doušnike raznih vrsta, saznanja o "neprijateljima" prikupljani su prislušivanjem telefona, postavljanjem prislužnih uređaja u prostorijama, kontrolom pošte, tajnim pretresima prigodom kojih se ponekad fotografiralo pronađene dokumente, tajnim praćenjem, pozivanjem na informativne razgovore i dr. Na temelju prikupljenih informacija, UDBA je odlučivala koje će daljnje "metode rada" eventualno poduzeti prema promatranim osobama - od uhićenja, kompromitacije u njihovim sredinama širenjem dezinformacija, oduzimanja putovnica do pokušaja vrbovanja.
U razdoblju od 1946. do 1990. godine UDBA je ubila 69 hrvatskih disidenata, a osmorica su nestala (Komisija za utvrđivanje ratnih i poratnih žrtava, tj. Vijeće za utvrđivanje poratnih žrtava komunističkog sustava ubijenih u inozemstvu). Izvršila je 24 neuspjela atentata na hrvatske emigrante, žrtve kojih su se izvukle s lakšim ili težim tjelesnim ozljedama. Trojica su oteta, a daljnja četvorica su se uspjela spasiti od otmice. Najpoznatiji zločini te jugoslavenske službe su ubojstva hrvatskoga emigranta i vođe Brune Bušića 16. listopada, 1978. godine u Parizu i ubojstvo hrvatskoga disidenta, poduzetnika, književnika i publicista Stjepana Đurekovića, 28. srpnja 1983. godine u Wolfratshausenu.[nedostaje izvor]
Godine 1960. u Buenos Airesu, u dvorani Hrvatskog doma, aktivirana je bomba u čijoj je detonaciji poginula i trogodišnja Dinka Domančinović. Ta akcija bila je ciljano usmjerena protiv djece, s obzirom na to da se u spomenutoj dvorani slavio posljednji dan školskih praznika.[provjeriti]
Po izvješćima hrvatske Službe državne sigurnosti iz razdoblja od 1979. do 1980. godine, glavne preokupacije su bile praćenje političkih disidenata i osoba koje dolaze u kontakt s njima, praćenje rada vjerskih zajednica kao stalnog izvora neslaganja s komunističkim sustavom, praćenja aktivnosti "neprijateljske emigracije" i rada stranih obavještajnih službi.

## Struktura
Povjesničar Josip Jurčević u knjizi Slučaj Perković: spašavanje zločinačke budućnosti navodi kako je 90 posto djelatnika Službe iz jugoslavenskoga komunističkoga razdoblja 1990. godine ostalo zaposleno u novostvorenim hrvatskim strukturama vlasti. Krajem 1989. godine u Službi državne sigurnosti - hrvatskom ogranku zloglasne Službe državne bezbednosti bilo je zaposleno 854 djelatnika. Njih 750 ostalo je raditi i nakon sloma komunizma, a samo desetak posto zatražilo je umirovljenje.[neutralnost upitna]
Na području Zagreba je UDBA 1978. godine (tada pod imenom: Služba državne sigurnosti) imala 297 agenata, tzv. "operativnih radnika", od kojih je 186 bilo uključeno u "operativne obrade" protiv "nosilaca neprijateljske djelatnosti"; na svakoga od ovih 186 je u prosjeku dolazilo 11 "osoba u obradi", tj. sumnjivih osoba. Mreža tzv. "suradnika" koji su na duže vrijeme bili angažirani radi pomaganja "operativnim radnicima" brojala je 862 ljudi; pored toga je uspostavljana ad hoc suradnja s tzv. "operativnim vezama", osobama koje su na kraće vrijeme angažirane radi prikupljanja informacija za službu. Predmet interesa su na području Zagreba prvenstveno bile grupe osoba koje su bili pobornici hrvatskog nacionalizma i katolički kler, a u manjoj mjeri osobe koje se smatralo sklonima Sovjetskom Savezu, tzv. "nosioci birokratsko-dogmatske djelatnosti" i "informbiroovci", tj. osobe koje su kao skloni SSSR-u evidentirani još 1940-ih godina; zatim pobornici srpskog nacionalizma; kler Srpske Pravoslavne Crkve; te tzv. "anarholiberali" (intelektualci skloni Zapadu, koji za razliku od hrvatskih nacionalista nisu smatrali potrebnom razgradnju Jugoslavije). Uz to se pratila aktivnost stranih obavještajnih službi - koje su nastojale prikupiti informacije o stanju u Jugoslaviji, a  agenture Sovjetskog Saveza i drugih istočnoeuropskih zemalja su širile i stanovitu propagandu. Pratilo se i krug oko smijenjenih komunističkih rukovodilaca poput Savke Dabčević-Kučar i Mike Tripala. Jedan od glavnih pravaca rada Udbe bilo je stvaranje i produbljivanje podjela i svađa unutar grupa koje su bile predmet obavještajne obrade; a ponekad se pribjegavalo i ubojstvima političkih emigranata.

## Vrste suradnika Udbe
U agenturi UDBA-e postojale su tri vrste suradnika:
- informator, dojavljuje o neprijateljskim djelatnostima, gdje god se i bilo kojem pojave;
- rezident, tajni suradnik „Uprave državne bezbednosti“, koji drži na vezi određen broj informatora i neposredno njima rukovodi. Rezidenta pronalazi i vrbuje operativni radnik:
- agent, tajni kvalificirani suradnik UDB-e koji po položaju u antinarodnom okruženju, po osobinama i obavještajnim sposobnostima ima mogućnosti duboko prodrijeti u neprijateljsko okruženje i potpuno razotkriti njezino djelovanje. Agenti su najmalobrojnija vrsta suradnika, ali su najkorisniji po svojim obavještajnim sposobnostima, mogućnostima za rad i rezultatima rada.[17][nevjerodostojan izvor]

## Ubojstva, otmice, atentati, nestali

### Ubojstva
O ubojstvima je odlučivao Izvršni komitet Centralnog komiteta Saveza komunista iz republike iz koje je čovjek kojega će se ubiti. U SR Hrvatskoj odluke je donosio sekretar izvršnog komiteta Centralnog komiteta SK Hrvatske.[nedostaje izvor]
UDBINI doušnici i agenti u raznim su zemljama činili brojna ubojstva hrvatskih disidenata. Na dra Branimira Jelića UDBA je izvršila četiri atentata, tri je preživio, a 1972. godine, u četvrtome atentatu, su ga ubili. Rijetki su uspjeli preživjeti atentate, kao što je to uspjelo Nikoli Štedulu 1988. godine na kojega je u Škotskoj, u Kirkcaldyju, atentat izvršio suradnik UDBE Vinko Sindičić.
U Hrvatskoj još nisu provedeni pravosudni postupci protiv zločinačkih suradnika UDBE. Njemačko pravosuđe vodilo je sudski postupak protiv nekoliko bivših suradnika tajne policije zbog ubojstva hrvatskoga emigranta Stjepana Đurekovića. U presudi za to ubojstvo Visoki zemaljski sud u Münchenu 2008. godine osudio je Krunoslava Pratesa na doživotnu kaznu zatvora. U presudi se navodi da je "u Njemačkoj od rata do 1989. očito iz političkih motiva ubijeno 67 Hrvata, pri čemu se 22 atentata, počinjena nakon 1970., s obzirom na to da su svi drugi motivi u međuvremenu isključeni, mogu smatrati djelom jugoslavenskog sigurnosnog aparata". Agent UDBE Josip Perković bio je tražen zbog sumnje kako je bio umiješan u likvidaciju Stjepana Đurekovića 1983. godine. Josip Perković i Zdravko Mustač, 3. kolovoza 2016. godine, na sudu u Münchenu proglašeni su krivima za pomaganje u ubojstvu Stjepana Đurekovića, u Njemačkoj 1983. godine i osuđeni su na doživotne zatvorske kazne.

### Opstrukcije i pritisci na svjedoke
Ni za jedan od tih zločina u Hrvatskoj dosad se nije vodio sudski postupak, hrvatsko pravosuđe je odbijalo suradnju s njemačkim vlastima. Po analizi nevladine udruge Kluba hrvatskih povratnika iz iseljeništva istraga i suđenje protiv Krunoslava Pratesa opstruirale su razne osobe bliske strukturama UDBE[nevjerodostojan izvor] Bernd von Heintschel-Heinegg je kao predsjedatelj sudac na Bavarskom vrhovnom zemaljskom sudu 2008. godine je u Münchenu, optužio tadašnjeg hrvatskog predsjednika Stjepana Mesića da se miješao u sudski postupak o ubojstvu hrvatskog disidenta Stjepana Đurekovića. Neveo je kako je primjenjivao pritisak na dva svjedoka koji žive u Hrvatskoj.
Komunističke zločine se i dalje negira, relativira ili ih se opravdava kao 'antifašističke'.

### Hrvatske žrtve

#### Ubijeni
| Godina | Država          | Žrtve                                                                                |
| ------ | --------------- | ------------------------------------------------------------------------------------ |
| 1946.  | Italija         | Ivo Protulipac                                                                       |
| 1948.  | Austrija        | Ilija Abramović                                                                      |
| 1960.  | Argentina       | Dinka Domančinović                                                                   |
| 1962.  | Argentina       | Rudolf Kantoci                                                                       |
| 1966.  | Kanada          | Anđelko Vučina, Mate Miličević                                                       |
| 1967.  | SR Njemačka     | Jozo Jelić, Mile Jelić, Vlado Murat, Anđelko Pernar, Marijan Šimundić, Petar Tominac |
| 1968.  | Italija         | Ante Znaor i Josip Krtalić - ubijeni u Trstu; postavljen im je eksploziv u automobil |
| 1968.  | Australija      | Pero Čović                                                                           |
| 1968.  | Francuska       | Nedjeljko Mrkonjić                                                                   |
| 1968.  | SR Njemačka     | Đuro Kokić, Vid Maričić, Mile Rukavina, Krešimir Tolj, Hrvoje Ursa                   |
| 1969.  | SR Njemačka     | Mirko Ćurić, Nahid Kulenović                                                         |
| 1969.  | Španjolska      | Vjekoslav Luburić                                                                    |
| 1970.  | Švedska         | Mijo Lijić                                                                           |
| 1971.  | Argentina       | Ivo Bogdan                                                                           |
| 1971.  | SR Njemačka     | Mirko Šimić                                                                          |
| 1972.  | Italija         | Rosemarie Bahorić, Stjepan Ševo, Tatjana Ševo                                        |
| 1972.  | SR Njemačka     | Branimir Jelić, Drago Mihalić, Josip Senić                                           |
| 1972.  | SFR Jugoslavija | Stjepan Crnogorac, Ante Miličević                                                    |
| 1973.  | SR Njemačka     | Josip Buljan-Mikulić                                                                 |
| 1974.  | SR Njemačka     | Mate Jozak                                                                           |
| 1974.  | Engleska        | Maksim Krstulović                                                                    |
| 1975.  | Austrija        | Nikola Martinović                                                                    |
| 1975.  | Belgija         | Matko Bradarić                                                                       |
| 1975.  | Danska          | Vinko Eljuga                                                                         |
| 1975.  | SR Njemačka     | Ivica Milošević, Nikola Penava, Ilija Vučić                                          |
| 1975.  | Švedska         | Stipe Mikulić                                                                        |
| 1976.  | Francuska       | Ivan Tuksor                                                                          |
| 1977.  | JAR             | Jozo Oreč                                                                            |
| 1977.  | SR Njemačka     | Ivan Vučić                                                                           |
| 1978.  | Francuska       | Bruno Bušić                                                                          |
| 1978.  | SAD             | Križan Brkić                                                                         |
| 1979.  | SR Njemačka     | Jozo Miloš                                                                           |
| 1979.  | SAD             | Marijan Rudela, Zvonko Štimac                                                        |
| 1979.  | Kanada          | Cvitko Cicvarić, Goran Šećer                                                         |
| 1980.  | SR Njemačka     | Mirko Desker, Nikola Miličević                                                       |
| 1981.  | Francuska       | Mate Kolić                                                                           |
| 1981.  | SR Njemačka     | Petar Bilandžić, Ivo Furlić, Ivan Jurišić, Mladen Jurišić, Antun Kostić              |
| 1981.  | Švicarska       | Stanko Nižić                                                                         |
| 1983.  | SR Njemačka     | Stjepan Đureković, Franjo Mikulić, Đuro Zagajski, Milan Župan                        |
| 1984.  | SR Njemačka     | Slavko Logarić                                                                       |
| 1986.  | SAD             | Franjo Mašić                                                                         |
| 1987.  | Kanada          | Damir Đureković                                                                      |
| 1987.  | SR Njemačka     | Ivan Hlevnjak                                                                        |
| 1989.  | SR Njemačka     | Anto Đapić, stariji                                                                  |

#### Otmice
| Godina | Država      | Žrtve                |
| ------ | ----------- | -------------------- |
| 1949.  | Italija     | Drago Jilek          |
| 1967.  | Italija     | Krunoslav Draganović |
| 1972.  | Austrija    | Stjepan Crnogorac    |
| 1977.  | Italija     | Vjenceslav Čižek     |
| 1987.  | SR Njemačka | Ivica Novaković      |

#### Pokušaji otmica
| Godina | Država      | Žrtve          |
| ------ | ----------- | -------------- |
| 1950.  | SR Njemačka | Branimir Jelić |
| 1979.  | Francuska   | Franjo Mikulić |

#### Preživjeli atentate
| Godina | Država      | Žrtve              |
| ------ | ----------- | ------------------ |
| 1948.  | Austrija    | Mate Frković       |
| 1957.  | Argentina   | Ante Pavelić       |
| 1957.  | SR Njemačka | Branimir Jelić     |
| 1965.  | SR Njemačka | obitelj Deželić    |
| 1967.  | Brazil      | Anka Zubić-Jelik   |
| 1968.  | SR Njemačka | Ante Vukić         |
| 1969.  | SR Njemačka | Mirko Grabovac     |
| 1970.  | SR Njemačka | Branimir Jelić     |
| 1970.  | SR Njemačka | Vlado Damjanović   |
| 1971.  | SR Njemačka | Branimir Jelić     |
| 1972.  | SR Njemačka | Gojko Bošnjak      |
| 1972.  | Francuska   | Nikola Vidović     |
| 1973.  | SR Njemačka | Dane Šarac         |
| 1973.  | SR Njemačka | Gojko Bošnjak      |
| 1974.  | Francuska   | Dane Šarac         |
| 1975.  | SR Njemačka | Stipe Bilandžić    |
| 1977.  | SR Njemačka | Stipe Bilandžić    |
| 1980.  | SR Njemačka | Franjo Goreta      |
| 1982.  | SR Njemačka | Luka Kraljević     |
| 1983.  | SR Njemačka | Luka Kraljević     |
| 1986.  | SAD         | Danica Glavaš      |
| 1988.  | Australija  | Ante Tokić         |
| 1988.  | SR Njemačka | Tomislav Naletelić |
| 1988.  | Škotska     | Nikola Štedul      |

#### Nestali
| Godina | Država    | Žrtve           |
| ------ | --------- | --------------- |
| 1949.  | Francuska | Zlatko Milković |
| 1963.  | Francuska | Zvonimir Kučar  |
| 1965.  | Francuska | Geza Pašti      |
| 1971.  | Brazil    | Alija Koso      |
| 1973.  | Brazil    | Ante Medolić    |

### Albanske žrtve
| Godina | Država      | Žrtve          |
| ------ | ----------- | -------------- |
| 1981.  | Belgija     | Vehbi Ibrahimi |
| 1982.  | SR Njemačka | Jusuf Gervala  |
| 1982.  | SR Njemačka | Baroš Gervala  |
| 1982.  | SR Njemačka | Zeka Kadri     |
| 1990.  | Belgija     | Enver Hadri    |

### Srpske žrtve
| Godina | Država          | Žrtve                                |
| ------ | --------------- | ------------------------------------ |
| 1954.  | SFR Jugoslavija | Siniša Ocokoljić                     |
| 1967.  | SR Njemačka     | Ratko Obradović                      |
| 1969.  | Francuska       | Andrija Lončarić                     |
| 1969.  | Švedska         | Sava Čubrilović                      |
| 1974.  | SR Njemačka     | Jakov Ljotić                         |
| 1975.  | Belgija         | Bora Blagojević                      |
| 1976.  | Belgija         | Petar Valić                          |
| 1976.  | Belgija         | Miodrag Bošković                     |
| 1977.  | SAD             | Dragiša Kašiković i Ivanka Milošević |
| 1977.  | SAD             | Bogdan Mamula                        |
| 1977.  | Kanada          | Rade Panić                           |
| 1977.  | Kanada          | Petar Bunjevac                       |
| 1977.  | Kanada          | Petar Kljajić                        |
| 1978.  | SAD             | Mihajlo Naumović                     |
| 1978.  | SAD             | Borislav Vasiljević                  |
| 1980.  | SR Njemačka     | Dušan Sedlar                         |
| 1981.  | Belgija         | Milan Bošković                       |
| 1981.  | Belgija         | Uroš Milićević                       |
| 1981.  | Austrija        | Jovan Caričić                        |
| 1986.  | SAD             | Borivoje Manić                       |

## UDB-ini dosjei
Suradnici UDBE, su četrdeset i pet godina skupljali podatke o tzv. "narodnim neprijateljima". U razdoblju od 1945. do 1990. godine UDBA je pratila najmanje 66.870 građana. Nekoliko desetaka tisuća dosjea sada se nalazi u Hrvatskom državnom arhivu. Svaki građanin koji to želi može nakon određene procedure pogledati svoj dosje. Bivši istočni Nijemci, Rumunji i Česi mogu vidjeti dosjee te imena agenata koji su ih pratili, dok se u Hrvatskoj mogu vidjeti samo kodna imena agenata.
Europski parlament je u toč. 16. Rezolucije od 15. prosinca 2021. o suradnji u borbi protiv organiziranog kriminala na zapadnom Balkanu (2021/2002(INI) ukazao "da su veze između organiziranog kriminala, politike i poduzeća postojale prije raspada Jugoslavije i da se nastavljaju od 90-ih godina 20. stoljeća"; kako se važni podatci o tim vezama nalaze u arhivama jugoslavenskih tajnih službi, Europski parlament "osuđuje očit nedostatak volje nadležnih tijela da otvore arhive bivše Jugoslavije; stoga ponovno poziva na to da se otvore arhivi bivše Jugoslavije, a naročito da se omogući pristup dosjeima bivše jugoslavenske tajne službe (UDBA) i Kontraobavještajne službe Jugoslavenske narodne armije (KOS) te da se ti dosjei vrate odgovarajućim vladama ako to zatraže".

## UDBA danas
Dvadeset godina nakon proglašenja neovisnosti Republike Hrvatske nitko od bivših Udbaša nije odgovarao za počinjene zločine. Obzirom na to što u izvršnim tijelima vlasti, sudovima i drugim organizacijama državnog značenja nisu mogli biti zaposleni ljudi koji nisu odani UDBI i koji nisu provjereni, oni su i nadalje zadržali važne položaje u vlasti, ili su ih prenijeli na svoje potomstvo.[nevjerodostojan izvor]

## Vanjske poveznice
- Vinko Čavlović za HIC o knjizi "Tajni rat Udbe protiv hrvatskog iseljeništva", Dom i svijet, broj 372, 4. veljače 2002.
- Tomislav Jonjić, Vukušićev Rat Udbe protiv hrvatske emigracije, tomislavjonjic.iz.hr
- (engl.) Djelovanje UDBE u Australiji
- Damir Kramarić, 'U Srbiji sve glasnije govore o masovnim zločinima UDBE, a u Hrvatskoj zavladao muk!', dnevno.hr, 10. prosinca 2012.
- (njem.) Tjeralice Bundeskriminalamta za bivšim Udbašima  Arhivirana inačica izvorne stranice od 24. studenoga 2011. (Wayback Machine)
- (njem.) Popis suradnika UDBE iz Slovenije

### Slob. Dalmacija - zločini UDBE
Podlistak Slobodne Dalmacije - Hrvati u inozemstvu žrtve državnog terora SFRJ poslije 1945. godine, 15. – 27. kolovoza 2000.
Iz izvješća Komisije za utvrđivanje ratnih i poratnih žrtava Hrvatskoga državnog sabora - Poratne žrtve državnog terora SFRJ u inozemstvu  Arhivirana inačica izvorne stranice od 10. kolovoza 2016. (Wayback Machine)
1. U pet godina Udba ubila 24 hrvatska emigranta! Valovi iseljavanja Hrvata, povijest i organizacija UDBE, Tito na čelu
2. Maršalove ofenzivne akcije Procedura za likvidaciju, politička policija, "specijalna sredstva"
3. Nemilosrdne likvidacije političkih emigranata Ubojstvo Ivana Protulipca, smrt Drage Jileka, umorstvo Geze Paštija, atentat na Marijana Šimundića
4. Nedjeljko Mrkonjić žrtva svog susjeda Ubojstvo Znaora i Krtalića, smrt Urse, mina za Čurića, umorstvo Kulenovića, napad na Bogdana
5. Četiri atentata na Branka Jelića Vinko Sindičić - agent Mišo, četvrti pokušaj uspješan, likvidacija Josipa Senića
6. Mučko ubojstvo obitelji Ševo ubojstvo obitelji Stjepana Ševe, likvidacija Nikice Martinovića, ubojstvo Ilije Vučića, ubojstvo Stipe Mikulića
7. Državni vrh SFRJ dao nalog za likvidaciju Brune Bušića Ubojstvo Ivana Tuksora, ubojstvo Josipa Oreča, ubojstvo Brune Bušića i odgovornost državnog vrha
8. Arkan se hvalio da je Đurekoviću raskolio glavu Ubojstva: Nikole Miličevića, Antuna Kostića, Stanka Nižića, Mate Kolića, Đure Zagajskog, Stjepana Đurekovića, Ante Đapića
9. Nijemci u lovu na UDBINE egzekutore Priprema ubojstva Stipe Bilandžića
10. Obračun s ubojicama Pokušaj ubojstva Franje Gorete, Goretino pomirenje s ubojicom
11. Udbin ubojica ispalio cijeli šaržer u Štedula Atentat na Nikolu Štedula
12. Domoljubi pokopani u domovini Prijenos posmrtnih ostataka poratnih žrtava komunističkog sustava ubijenih u inozemstvu
13. Hrvatsko revolucionarno bratstvo Bugojanska skupina, skupina Tolić-Oblak, gerilci Matičević i Prpić